# سلطان بن بجاد العتیبی
سلطان بن بجاد بن حمید العتیبی (عربی: سلطان بن بجاد بن حميد العتيبي) عضوی از قبیله عتیبه و رهبر جنبش اخوان بود، این ارتش معنوی [اخوان] بین سال‌های ۱۹۱۰ تا ۱۹۲۷ به ملک عبدالعزیز برای ایجاد پادشاهی سعودی یاری رسانند. سلطان بن بجاد فرماندهی نیروهای قبیله ای عرب وفادار به آل سعود را در جریان تصرف شهرهای احساء، حائل، الباحه، جیزان، عسیر، مکه و جده بر عهده داشت. او فردی بی سواد و بسیار مذهبی بود - به اصول سلفی بسیار اعتقاد داشت.
پس از تصرف حجاز، بین ملک عبدالعزیز و چند تن از رهبران اخوان درگیری‌های خونینی رخ داد، زیرا عبدالعزیز می‌خواست جلوی حمله اخوان به خارج از عربستان را بگیرد و بر روی ایجاد پایه‌های یک کشور مدرن تمرکز کند. بن بجاد و یارانش این عمل ملک عبدالعزیز را گناه دانسته و توافق‌نامه‌های ابن سعود با انگلیس و کشورهای همسایه را به چالش کشیدند. بن بجاد علیه ابن سعود سر به شورش گذاشت، او حتی پس از شکست سنگین نیروهای اخوان در نبرد السبله به مخالفت با اقدامات ابن سعود ادامه داد.
بن بجاد پس از شنیدن خبر عفو فیصل الدویش از جانب ابن سعود و به امید مورد عفو قرار گرفتن به صورت داوطلبانه در شقرا تسلیم نیروهای ابن سعود شد، سپس در ریاض زندانی شد و در سال ۱۹۳۴ در زندان درگذشت.